# 永庆桥 (泰顺)
永庆桥，位于浙江省温州市泰顺县三魁镇，为伸臂式木廊桥，泰顺廊桥之一。2006年作为泰顺廊桥的单体之一，列入全国重点文物保护单位。

## 历史
永庆桥始建于清嘉庆二年（1797年）。桥梁全长33米，宽4.5米，距水面高8米。